# جوليان كول
جوليان كول (بالإنجليزية: Julian Cole)‏ هو رياضياتي ومهندس أمريكي، ولد في 2 أبريل 1925 في بروكلين في الولايات المتحدة، وتوفي في 17 أبريل 1999 في ألباني في الولايات المتحدة.